# Tiếng Madura
Tiếng Madura là ngôn ngữ của người Madura, một dân tộc có vùng cư trú truyền thống ở Indonesia là đảo Madura và lân cận, như Quần đảo Kangean và Quần đảo Sapudi, hay vùng phía đông Java bao gồm Pasuruan, Surabaya, Malang đến Banyuwangi, Quần đảo Masalembu và thậm chí một số trên đảo Kalimantan. Tiếng Kangean có thể là một phương ngữ Madura tách biệt.
Theo truyền thống, tiếng Madura được viết bằng chữ Java. Tuy nhiên ngày nay chữ Latinh và chữ Pegon (chữ dựa trên chữ Ả Rập) hiện được sử dụng phổ biến hơn. Số lượng người nói, mặc dù đang thu hẹp, ước tính là 8 - 13 triệu, làm cho nó trở thành một trong những ngôn ngữ được sử dụng rộng rãi nhất trong cả nước.
Một biến thể của tiếng Madura là phương ngữ Bawean cũng được con cháu người đảo Bawean (hoặc Boyan) sử dụng ở Malaysia và Singapore.
Tiếng Madura là ngôn ngữ thuộc nhóm Malay-Sumbawa (?) của Ngữ chi Malay-Polynesia, nhánh chính của Hệ ngôn ngữ Austronesia. Do đó, mặc dù có sự phân bố địa lý rõ ràng, tiếng Madura có liên quan nhiều hơn đến tiếng Bali, Malay, Sasak và Sunda, hơn là với tiếng Java là ngôn ngữ ở ngay bên cạnh.
Liên kết giữa tiếng Madura với nhóm ngôn ngữ Bali - Sasak và tiếng Madura rõ ràng hơn với dạng "thấp" (dạng phổ biến). Có một số từ phổ biến chung giữa tiếng Madura và tiếng Filipino, cũng như giữa tiếng Madura và Banjar (một ngôn ngữ thuộc nhóm ngôn ngữ Malayic).